# Yuli Martov
Yuli Martov hay Julius Martov (tên khai sinh: Yuliy Osipovich Tsederbaum; 24 tháng 11 năm 1873 – 4 tháng 4 năm 1923) là một nhà cách mạng và chính khách người Nga-Do Thái. Ông là thủ lĩnh của phái Menshevik đầu thế kỷ 20.